# ンタレ5世
ンタレ5世（フランス語: Ntare V、1947年12月2日 - 1972年4月29日）は、ブルンジ王国の国王。ツチ人。ムワンブツァ4世の第2王子。1961年に暗殺されたルイ・ルワガソレ王太子は異母兄。王位につくまではシャルル・ンディゼイェ（Charles Ndizeye）王子として知られていた。1966年7月から11月までブルンジ国王の座についていたが、クーデターによってその地位を追われブルンジ最後の国王となった。

## 生涯
スイスのル・ロゼに留学し教育を受けた。1966年7月の反乱によって父王ムワンブツァ4世が退位した後を受けて19歳で摂政となり、同年即位した。
しかし、政治の実権はミシェル・ミコンベロ首相によって握られ、ンタレ5世には名目的な権力しか残っていなかった。さらに同年11月28日、ミコンベロはクーデターを起こして王制を廃止し、ンタレ5世は西ドイツへと亡命した。
1972年4月、ンタレ5世はブルンジへと帰国したが、すぐにミコンベロによってギテガの自宅へと軟禁された。さらに、ンタレ5世の帰還と時を同じくしてフツ族の大規模な反乱が始まり、その混乱の中でンタレ5世は殺害された。この反乱はミコンベロの手によって鎮圧され、約15万人が虐殺された。